# Xylophanes goeldi
Xylophanes goeldi är en fjärilsart som beskrevs av Rothschild och Jordan 1903. Xylophanes goeldi ingår i släktet Xylophanes och familjen svärmare. Inga underarter finns listade i Catalogue of Life.